# Mała Cisowa
Der Mała Cisowa (deutsch: Kleiner Eibenberg) ist ein Berg in Polen. Mit einer Höhe von 828 m ist er einer der niedrigeren Berge  im Barania-Kamm in den Schlesischen Beskiden. Der Gipfel gehört zum Gemeindegebiet von Brenna. 

## Tourismus
- Auf den Gipfel führen markierte Wanderwege von Brenna.